# 呼喊与细语
《呼喊与细语》（瑞典語：Viskningar och rop）是1972年英格瑪·柏格曼導演的一部瑞典电影。由哈丽特·安德森、卡里·西尔万、英丽德·图林和麗芙·烏曼主演。
這部心理電影設定在19世纪的一個豪宅，講述了三姐妹的故事。姐姐患有絕症，仆人（西尔万）离她很近，而其他两个姐妹（乌尔曼和图林）则面对着彼此的情感距离。
这部电影获得了国际性的成功，包含了一些典型的伯格曼式主题，比如女性心理的探究、以及对信仰和救赎的追寻。由于出色的色彩和灯光设计，1974年，此片获得奥斯卡最佳摄影奖，英丽德·图林獲得該屆英國電影學院獎最佳女配角獎。